# Gwenvael
Gwenvael est un prénom masculin d'origine bretonne. 

## Étymologie
Ce prénom veut dire « blanc, heureux, prince ». 